# Rembrandt (película de 2003)
Rembrandt (en inglés: Stealing Rembrandt) es una película de acción danesa de 2003, dirigida por Jannik Johansen. El guion está firmado por Johansen y Anders Thomas Jensen. La película fue estrenada en el Festival de Cannes de 2003.

## Hechos reales
La película está basada en hechos reales. En efecto, el 29 de enero de 1999, un cuadro de Rembrandt titulado "Retrato de una dama", junto a  otra pintura de Bellini, fue robado del museo Nivaagaard Samlingen de Nivå, en Dinamarca. La película aborda el tema de la seguridad del museo de manera precisa, así como la participación de cazadores de recompensas civiles para la resolución del caso. Todos los personajes que aparecen existieron en verdad, aunque no como se ha descrito. El papel del padre (Mick en la película) fue en realidad un tío (Tom en la película).

## Reparto
- Lars Brygmann - Mick
- Jakob Cedergren - Tom
- Nikolaj Coster-Waldau - Kenneth
- Nicolas Bro - Jimmy
- Sonja Richter - Trine
- Søren Pilmark - Bæk
- Gordon Kennedy - Cristiana
- Paprika Steen - Charlotte
- Ulf Pilgaard - Flemming
- Thomas W. Gabrielsson - Erik
- Ole Ernst - Frank
- Nikolaj Lie Aloja El Kaas - Kiosco Karsten
- Patrick O''Kane - Nigel
- Martin Wenner - Toby
- Søren Poppel - Allan Rocker